# Princess Protection Program
Princess Protection Program (tạm dịch: "Chương trình bảo vệ công chúa") là một bộ phim của hãng Disney phát sóng lần đầu vào thứ sáu ngày 26 tháng 6 năm 2009. Đạo diễn của bộ phim là Allison Liddi Brown, kịch bản Annie De Young, diễn viên chính là Demi Lovato và Selena Gomez. Princess Protection Program có lượng xem trong buổi chiếu đầu tiên xếp thứ 3 trong số các bộ phim của Disney Channel Original, dứng sau Camp Rock và High School Musical 2.

## Nội dung
Vào ngày cô công chúa Rosalinda Marie Montoya Fiore (Demi Lovato) sắp trở thành nữ hoàng của vương quốc Costa Luna, một kẻ độc tài âm mưu chiếm đất nước của cô. Bởi vậy cô được đưa vào chương trình bảo vệ công chúa, một tổ chức bí mật được thành lập bởi các quý tộc nhằm bảo vệ những công chúa gặp nguy hiểm. Rosalinda được Mason (Tom Verica), một nhân viên của tổ chức, nhận làm con nuôi. Cô đã gặp con gái của Mason, Carter Mason (Selena Gomez) cùng tuổi với Rosalinda nhưng tính cách lại hoàn toàn khác nhau,Carter là một cô nàng tomboy chính hiệu làm việc tại cửa hàng mồi câu và mong muốn được học tại trường khiêu vũ với cậu bạn Donny của mình.
Cả hai cùng đến trường,Rosie trở nên rất thu hút và được yêu thích tại trường học. Điều này cũng khiến Carter có đôi chút ghen tị nhưng sau đó, cả hai nhanh chóng kết thân với nhau. Bởi Carter giúp Rosie từ một nàng công chúa có thể thích nghi với cuộc sống bình thường và ngược lại, Rosie lại giúp Carter tìm được nàng công chúa ẩn giấu trong mình. Biết Cater khoái anh chàng xinh trai trong trường nhưng không dám ngỏ lời, Rosie mạnh dạn chỉ chỏ cho Cater vài đường cơ bản để đẩy mạnh khả năng ngoại hình của mình gây sự chú ý cho gã trai xinh đó. Trong khi đó, để "đáp lễ", Cater chỉ cho Rosie những điều lạ lẫm khác thường mà cô Công chúa trước giờ không hề biết. Khi tên độc tài đã lập ra một kế hoạch bắt ép mẹ của công chúa Rosa lấy hắn để cô liên lạc với mẹ và bắt cô. Khi đó, Carter biết Rosie sẽ trở về nước nên cô cũng đã lập ra một kế hoạch. Nhưng đến phút cuối thì bị bại lộ. Rosie đăng quang nhưng cô nhường vương miện lại cho Carter. Khi bị lộ, Rosie đang gặp nguy hiểm thì may sao thiếu tướng Mason đã ở sẵn trên trực thăng mai phục. Tên độc tài đã bị bắt và Rosie trở lại ngôi vị công chúa của mình để chuẩn bị trở thành nữ hoàng của Costa Luna. Carter cùng người bạn Ed của mình đã có kì nghỉ vui vẻ ở Costa Luna khi Rosie đăng ngôi.